# Tartar
Tartar (àzeri: Tǝrtǝr) és una ciutat capital de la regió de Tartar de l'Azerbaidjan.
Es limítrof amb el territori de

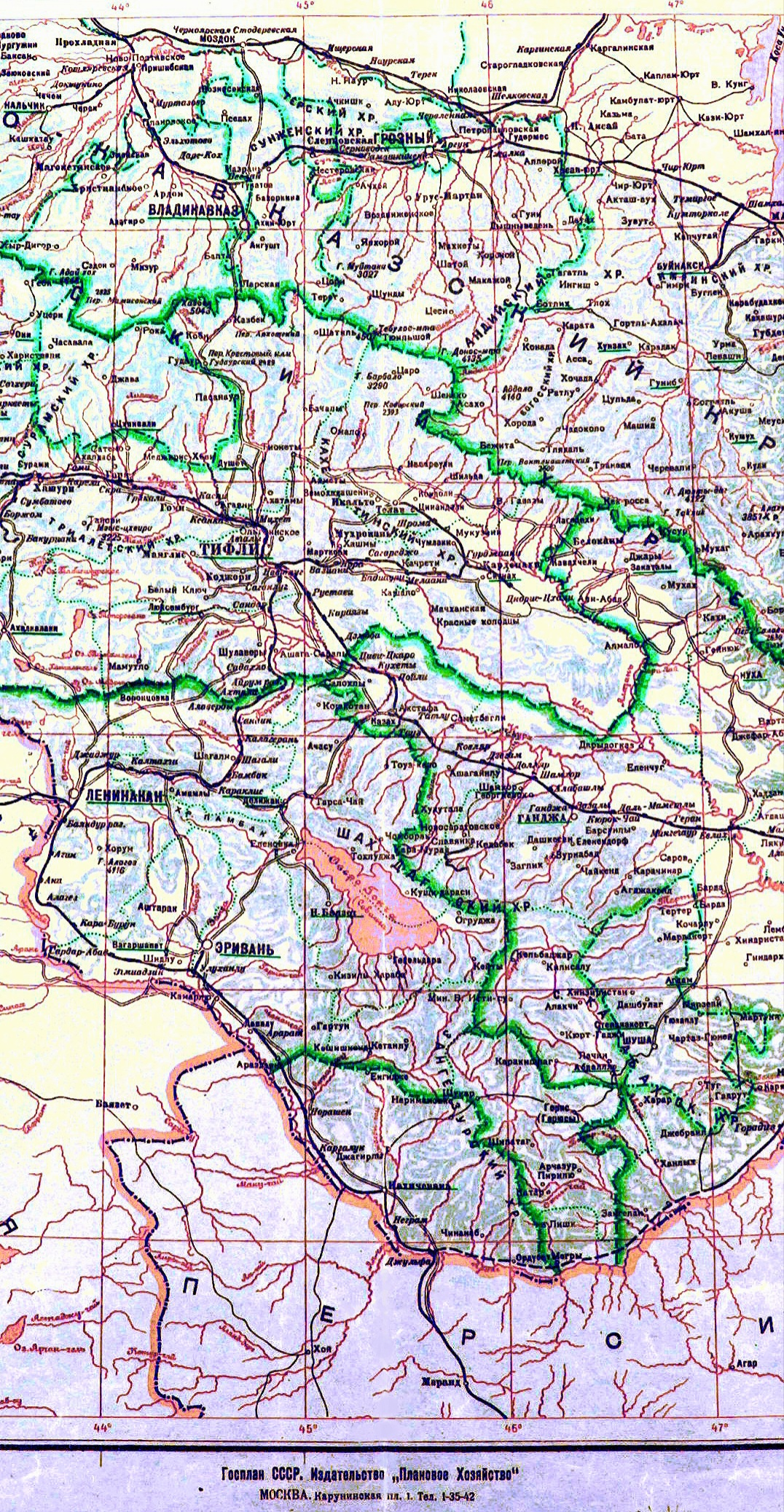
La ciutat de Tartar formava part de la Regió Autònoma de Nagorno-Karabakh, que limitava amb Armènia el 1923

Martakert el qual encara que de iure és part de la mateixa regió, de facto és controlat per la República d'Artsakh d'ençà la guerra de l'Alt Karabakh (1988-1994).
La seva població era aproximadament de 18,200 habitants el 2008.